# Potager (cuisine)
Pour le jardin, voir jardin potager

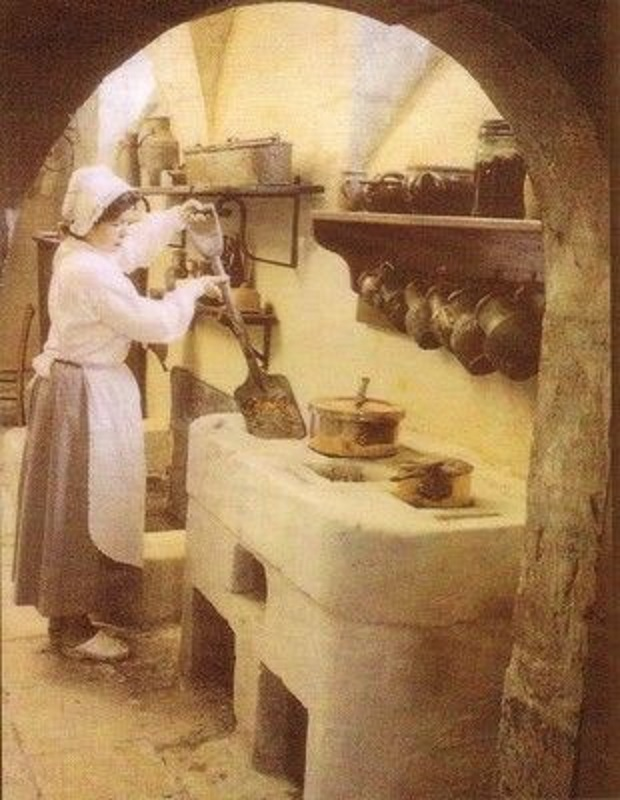
Cuisinière mettant des braises dans le potager, à la fin du XIXe siècle.

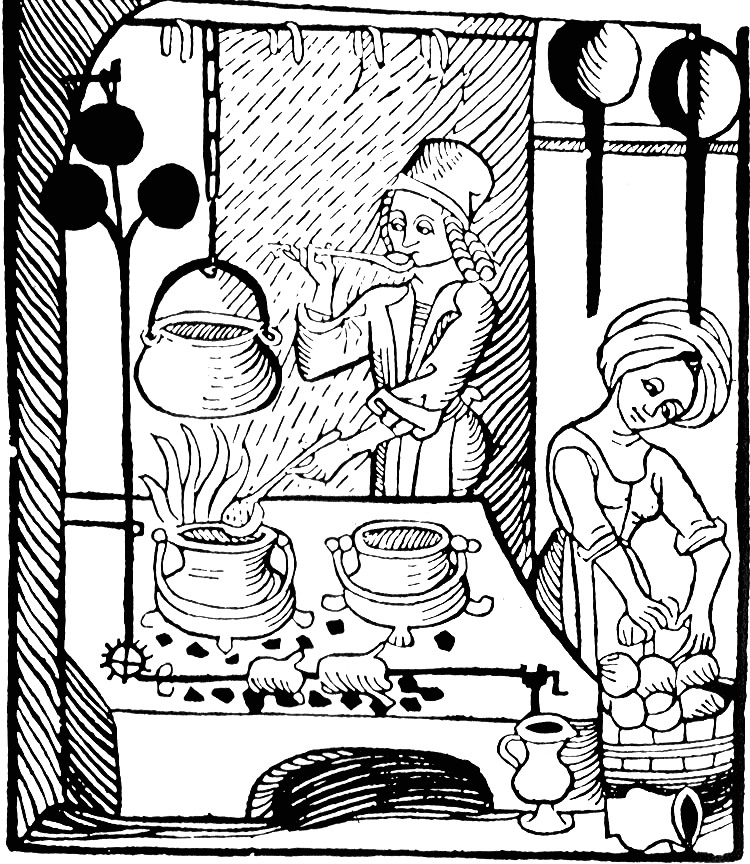
Un cuisinier devant un four à potages, avec sa louche caractéristique (xylographie tirée du Kuchenmaistrey, le premier livre de cuisine imprimé en allemand, 1485).

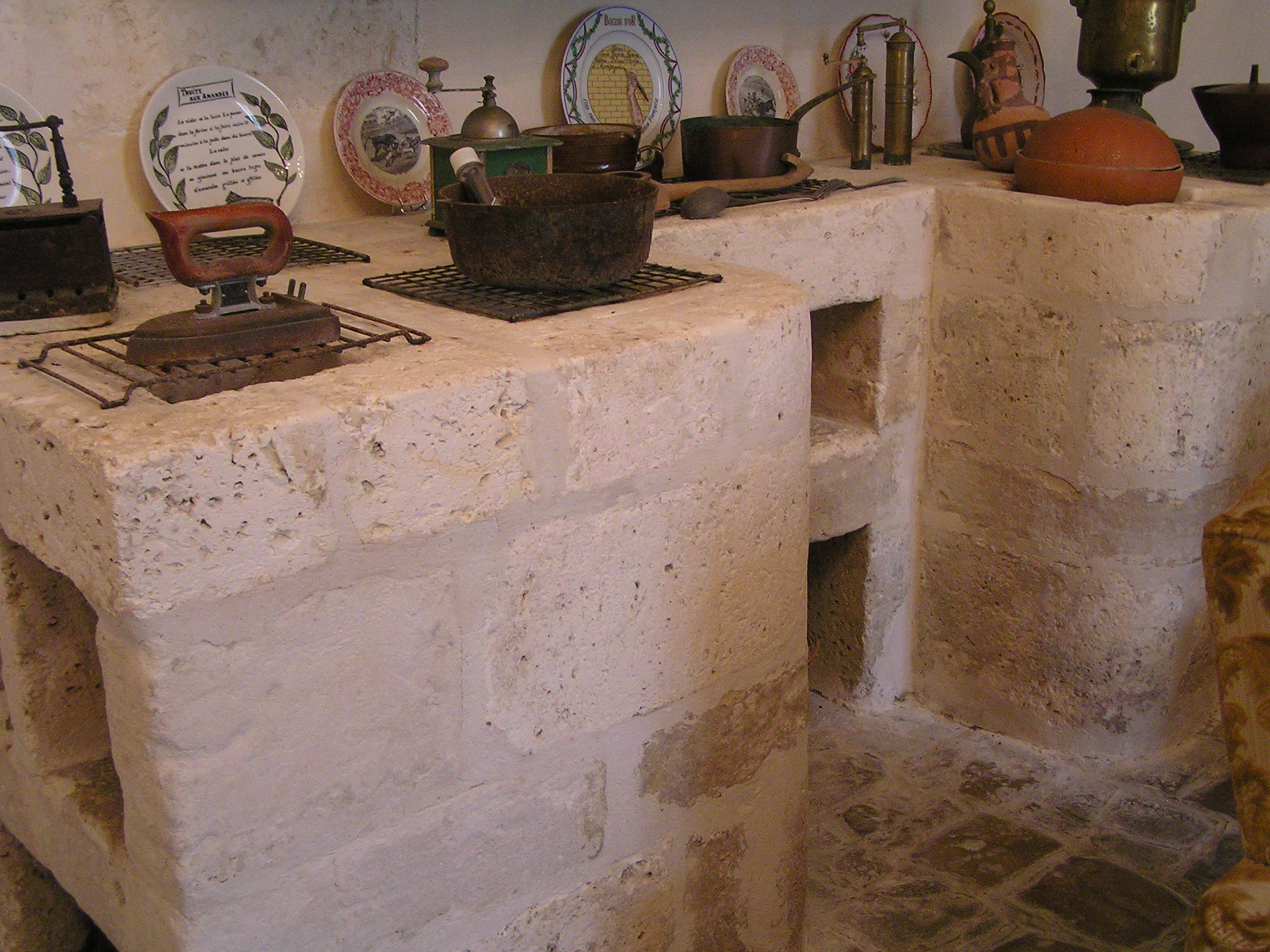
Potager du château de Balzac en Charente.

Le potager est un appareil de cuisson ancestral en maçonnerie, sorte de table de cuisson servant à faire cuire le potage, mais aussi toutes préparations contenues dans des marmites, grils ou poêles à frire. Dans cet ancêtre du fourneau et de la cuisinière apparu au Moyen Âge (mentionné comme four à potages dans les textes de cette époque), la chaleur était fournie par des braises placées dans la partie basse du dispositif.
Les potagers étaient construits en pierre, comportant un ou plusieurs emplacements (creusets) pour les braises et surmontés d'un plan de cuisson percé de trous pour poser les marmites. Ils pouvaient être de dimensions modestes ou au contraire très imposants. On les trouvait dans les foyers de toutes origines sociales.
Les potagers de cuisine ont été progressivement remplacés au cours de la révolution industrielle par des cuisinières en fonte. En Suisse, le mot est encore usité dans l'expression « potager à bois ».

## Usages

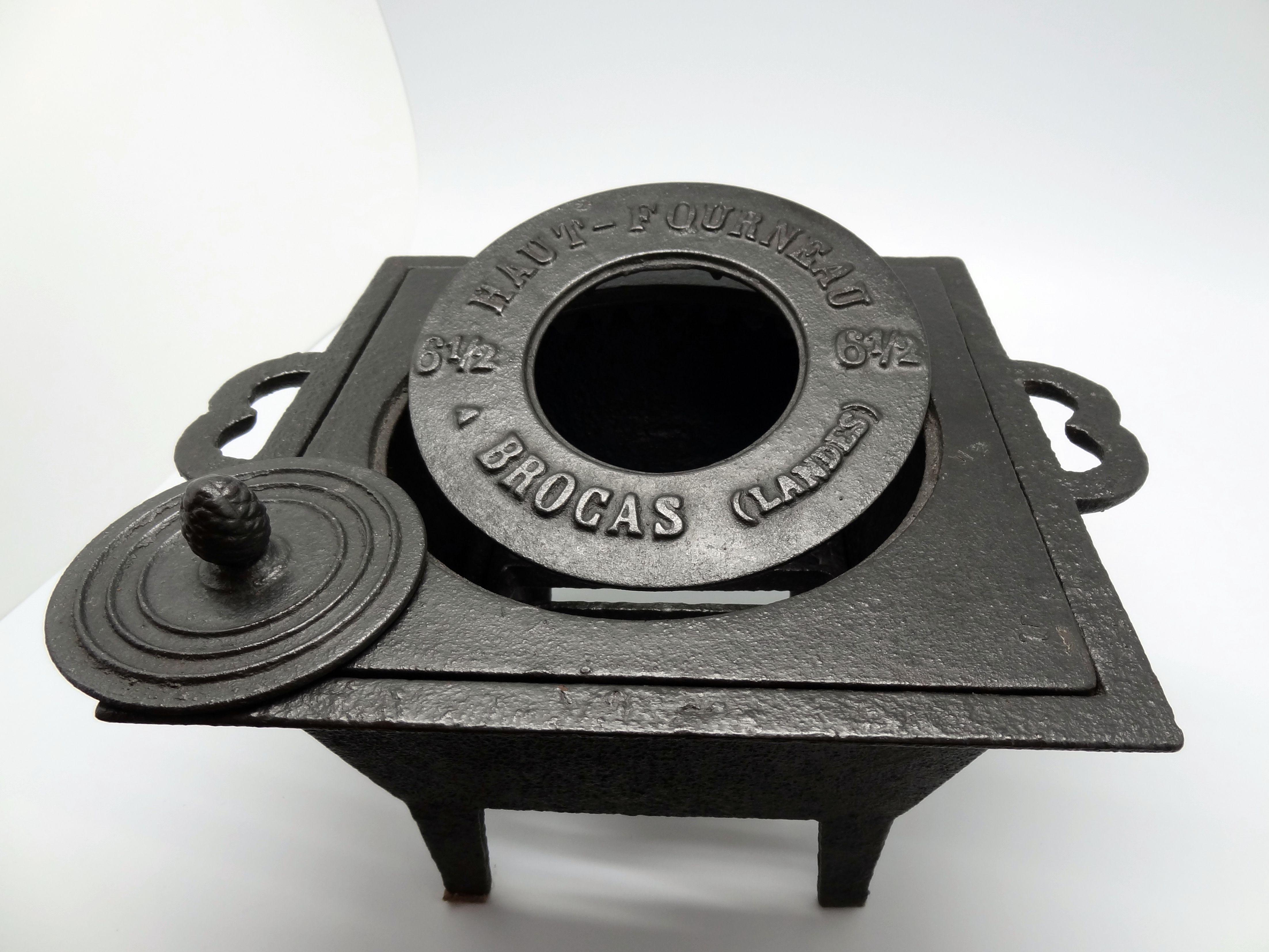
Petit potager sur pieds, en fonte.

La dénomination de « potager » convient bien aux potages, bouillons, veloutés, bisques, consommés, bouillies, polentas ou tous plats à surveiller durant la totalité du temps de cuisson.
Le nom de « potager » pour désigner un fourneau n'apparaît qu'au XVIIe siècle. Il se présentait le plus souvent sous la forme d'un petit fourneau en maçonnerie percé sur le dessus de trous carrés munis de grilles sous lesquelles on plaçait les braises prélevées de la cheminée.
Au-dessous se trouvait un cendrier dissimulé par des portes en fer ou un simple rideau. Le potager et sa paillasse servaient aussi de surface de rangement. On y trouvait la cruche en terre et le broc en fer émaillé, les marmites, un petit four de ménage à poser sur les braises. Dans les niches du dessous étaient placées diverses poteries comme le poêlon, la daubière, la cocotte, le tian.
L'art de la cuisson ne se limitait pas à une technique rustique. Le cuisinier maîtrisait ses flux thermiques avec précision, grâce à des ustensiles semblables aux nôtres (poêles, casseroles, daubières), mais plus lourds que ceux que nous manions au-dessus de nos feux modernes.

## Situation géographique

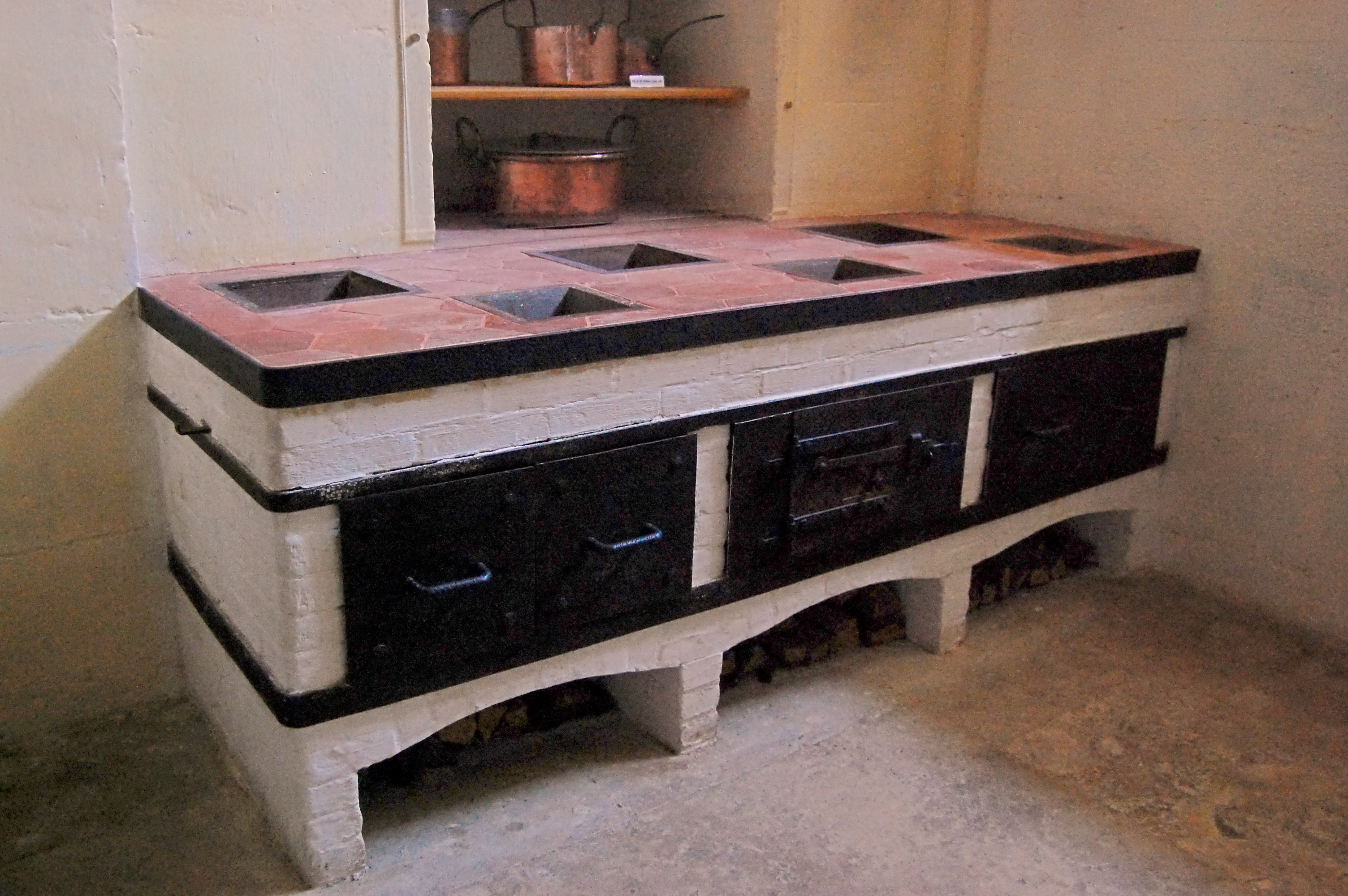
Versailles, Petit Trianon.

Les régions de France ont des traditions culinaires variées. Certaines régions ont développé des arts ruraux nécessitant une bonne maîtrise des cuissons. Par exemple, jusqu'en 1880, l'usage des potagers s'est perpétué dans certaines hautes vallées alpines comme la vallée de l'Ubaye, obligées à de longues périodes d'autarcie. Toutes les maisons y disposaient d'un potager.
Les fouilles archéologiques (villages, demeures nobles, couvents et abbayes) ont permis d'étudier les poteries ou les ustensiles de cuisine retrouvés in situ. Elles ont permis de relier ces découvertes à celles des historiens qui ont analysé livres de comptes et testaments et étudié l'iconographie (fresques, miniatures, etc.). Classiquement, « le potager consiste en une plate-forme élevée en maçonnerie avec deux ouvertures. Dans chaque ouverture se trouve une grille en fonte sur laquelle on dépose des braises chaudes provenant du foyer principal. Les cendres des braises tombent de la grille pour s'accumuler au creux de la plate-forme ».

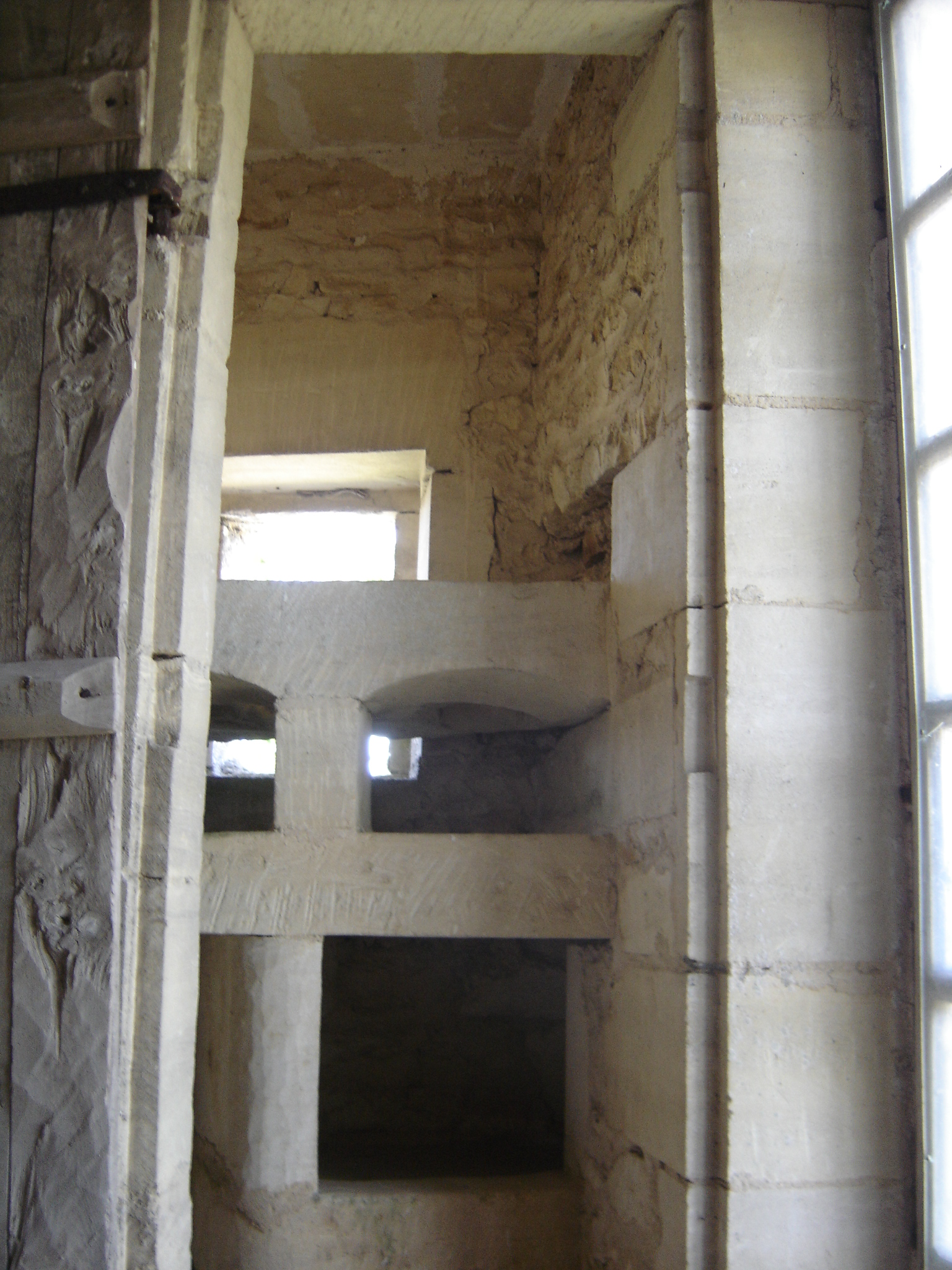
Potager de la chambre pour prêtres de passage dans l'église de la Sainte-Trinité de Pierrepont.

L'iconographie montre des représentations de foyers maçonnés différents des potagers les plus récents. Généralement, on identifie un foyer surélevé servant à recevoir les braises ou les bûches enflammées. Celui-ci est situé soit sous une cheminée, soit dans la pièce même sans évacuation prévue des fumées, celles-ci se faisant par la cheminée voisine ou par la fenêtre. En effet, la combustion des braises ne produit pas du tout les mêmes fumées que celle du foyer : elle ne produit pas (ou très peu) de goudrons salissants, ni de monoxyde de carbone. Cette phase terminale de la combustion du bois peut aussi produire des températures plus élevées que les autres.
Les premiers potagers (foyers maçonnés) ont été identifiés en Suisse et datés du XIe siècle. Cette pratique culinaire se retrouve au XIIIe siècle dans une cuisine urbaine de la province de Murcie. Daté du même siècle, le couvent des dominicaines de Notre-Dame-de-Nazareth, à Aix-en-Provence, a été fouillé entre 1990 et 2001. Dans la zone identifiée comme étant celle des cuisines, les archéologues ont découvert des pierres de calcaire (0,30 x 0,30 ou 0,40 m).
Elles constituaient « deux massifs maçonnés ayant pu servir de jambages pour supporter des étagères dans le cas d’un placard ou une dalle si l’on opte pour l’hypothèse d'un potager, qui paraît plus vraisemblable. Très souvent situé à proximité d’une cheminée dont il reçoit les braises, cet équipement était couramment utilisé dans les cuisines médiévales et modernes. Le potager se composait d’un appentis à hauteur d’appui (paillasse), de fourneaux rudimentaires percés de cavités servant de petits foyers sur lesquels on déposait des braises ou des réchauds pour griller les viandes ou tenir les plats au chaud ».
En France, on retrouvait ces potagers dans toutes les cuisines du royaume à partir du XVe siècle. Ils ont été identifiés dans la cuisine palatiale des ducs de Bourgogne à Dijon, au château de Montreuil-Bellay et singulièrement en milieu alpin, dans le village abandonné de Lazer. Dans les maisons individuelles, il n'existait pas de tradition généralisée du potager avant les années 1500 : ce n'est qu'à partir du XVIe siècle qu'il est devenu un ajout important dans la cuisine.

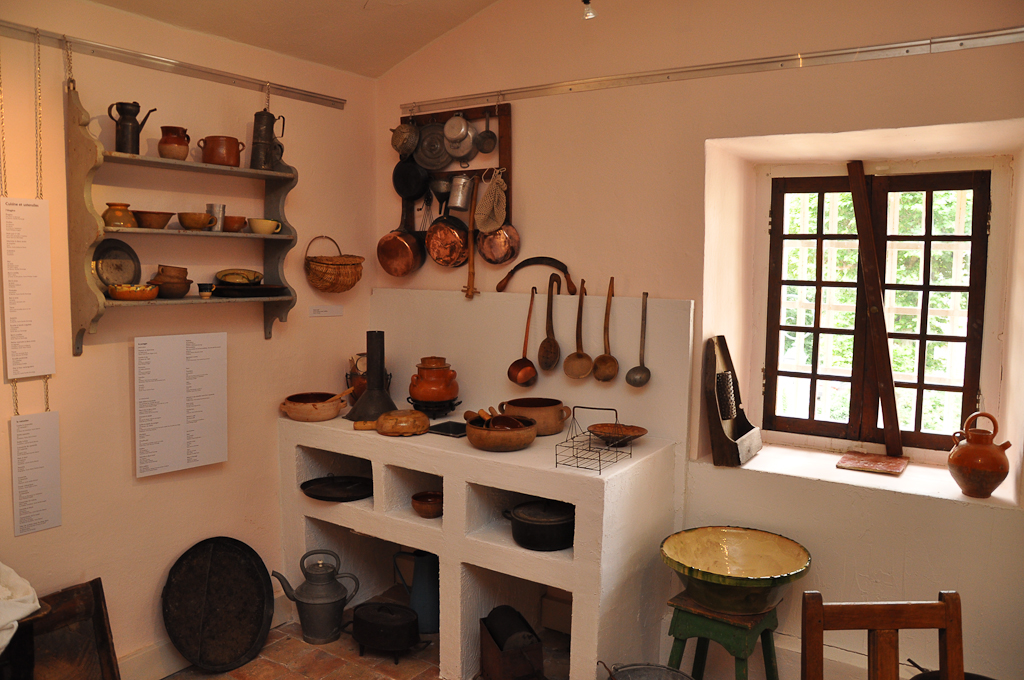
Intérieur d'une cuisine ancienne en Haute-Provence avec son potager (maison Nature et Patrimoine de Castellane).

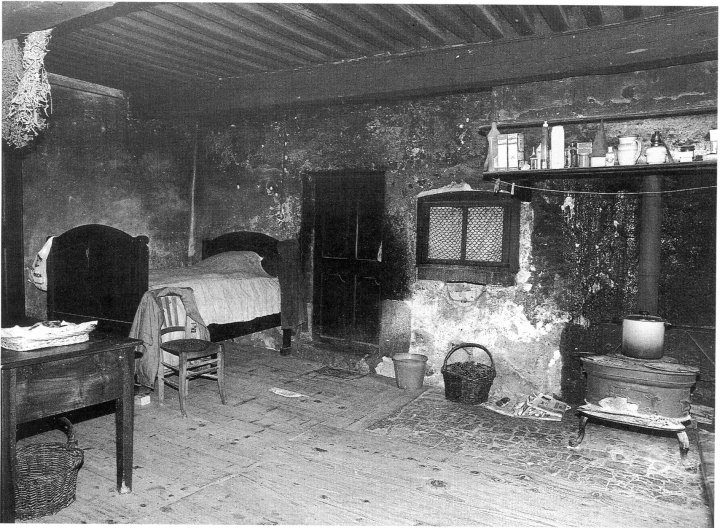
Potager encastré à côté de la cheminée dans une ferme de l'Isère, XIXe siècle.

Avant l'essor industriel, toutes les cuisines en comportaient. « La paillasse de l'évier et le potager sont revêtus de carreaux en terre cuite vernissée posés au plâtre. »
Au XVIIIe siècle, la cuisine ou salle du premier étage d'une maison de Saint-André-les-Alpes est « à la fois pièce dormir, à faire naître et à mourir, en même temps une pièce à manger. La cheminée comporte une grande hotte, et vers l'angle du mur, elle est complétée par un potager ».
En Ubaye, vallée du nord des Alpes-de-Haute-Provence, les chemins charretiers n'ont été ouverts qu'autour de 1880, aucune maison n'ayant alors de poêle. Cela a eu pour conséquence le prolongement de cette technique de cuisson jusqu'au XXe siècle. Mais jusqu'au XIXe siècle, en Haute et Basse-Provence, il remplaçait la cheminée durant les périodes estivales. Il permettait aussi de pouvoir utiliser plusieurs modes de cuisson d’intensités différentes. Cet usage allait permettre de donner naissance à la cuisine provençale et à toute une série d’ustensiles culinaires comme la daubière ou comme le service à bouillabaisse.
Le potager caractéristique de l'équipement citadin a pu se répandre après les années 1820 dans la campagne provençale en même temps que les ruraux s'équipaient en vaisselle de terre et en plats qu'ils pouvaient utiliser dans la cuisine sur le potager au feu de bois ou charbon de bois.
Dans le département de l'Isère, des potagers ont été répertoriés et préservés dans le Trièves, à Beaurepaire, à Saint-Martin-d'Uriage, dans les pays de Domène et de Bourgoin-Jallieu, en Valbonnais, Matheysine et pays de Corps.

## Arts des cuissons alimentaires de cette époque

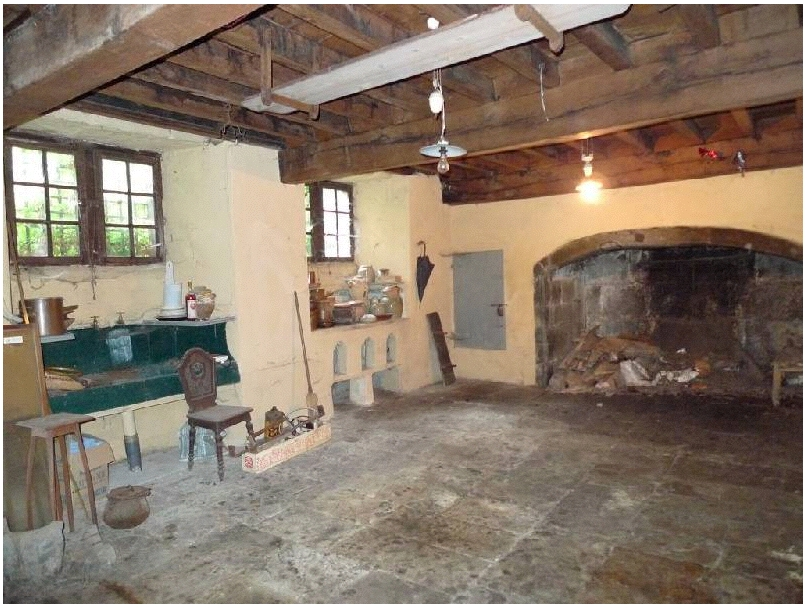
Cheminée (cantou) et potager proches dans un château du Cantal.

Trois procédés principaux se côtoient à cette époque : l'âtre (avec les outils spécifiques, tels que grilles, trépieds, chaudrons, crémaillère, tourne-broche, poêles à longues queues et poêles percées à châtaignes), le potager (avec la daubière, la bouilloire) et le four (avec les plats à tartes, à gratins, à terrines, séchoirs).

### Âtre
L'âtre, indispensable, nécessite une cheminée chargée d'évacuer les fumées. Il est le lieu de production des braises. Celles-ci sont obtenues après la phase de combustion primaire qui volatilise thermiquement les fractions les plus légères des composés comme aussi le reste d'humidité. Cette seconde phase de combustion donne des braises rougeoyantes.
Les demeures nobles, ecclésiastiques et bourgeoises avaient toutes une pièce particulière réservée à la cuisine. En Europe centrale, elle était appelée cuisine noire. Dans certaines maisons modeste, l'évacuation des fumées se faisait par une fenêtre. Quelques maisons bourgeoises, pour éviter les incendies, possédaient un lieu réservé uniquement à la cuisine et séparé du reste des bâtiments. C'était le cas du palais des papes de Sorgues, dont la première enceinte fortifiée coiffée de créneaux et de mâchicoulis jouxtait la Sorgue. C'est sur cette partie que s'appuyaient les communs dont une vaste cuisine équipée d'une grande cheminée pyramidale.
La cuisine pouvait être aussi reléguée en rez-de-chaussée ou à l'arrière du château, dans une sorte de cave voûtée. Mais les cuisines des souverains les plus fastueux étaient monumentales et installées dans un bâtiment octogonal avec plusieurs cheminées dans des absidioles. C'est le cas du grand tinel du palais des papes d'Avignon qui donne dans la tour des cuisines. Celle-ci est équipée d'une cheminée centrale dont les foyers se situent le long des parois.

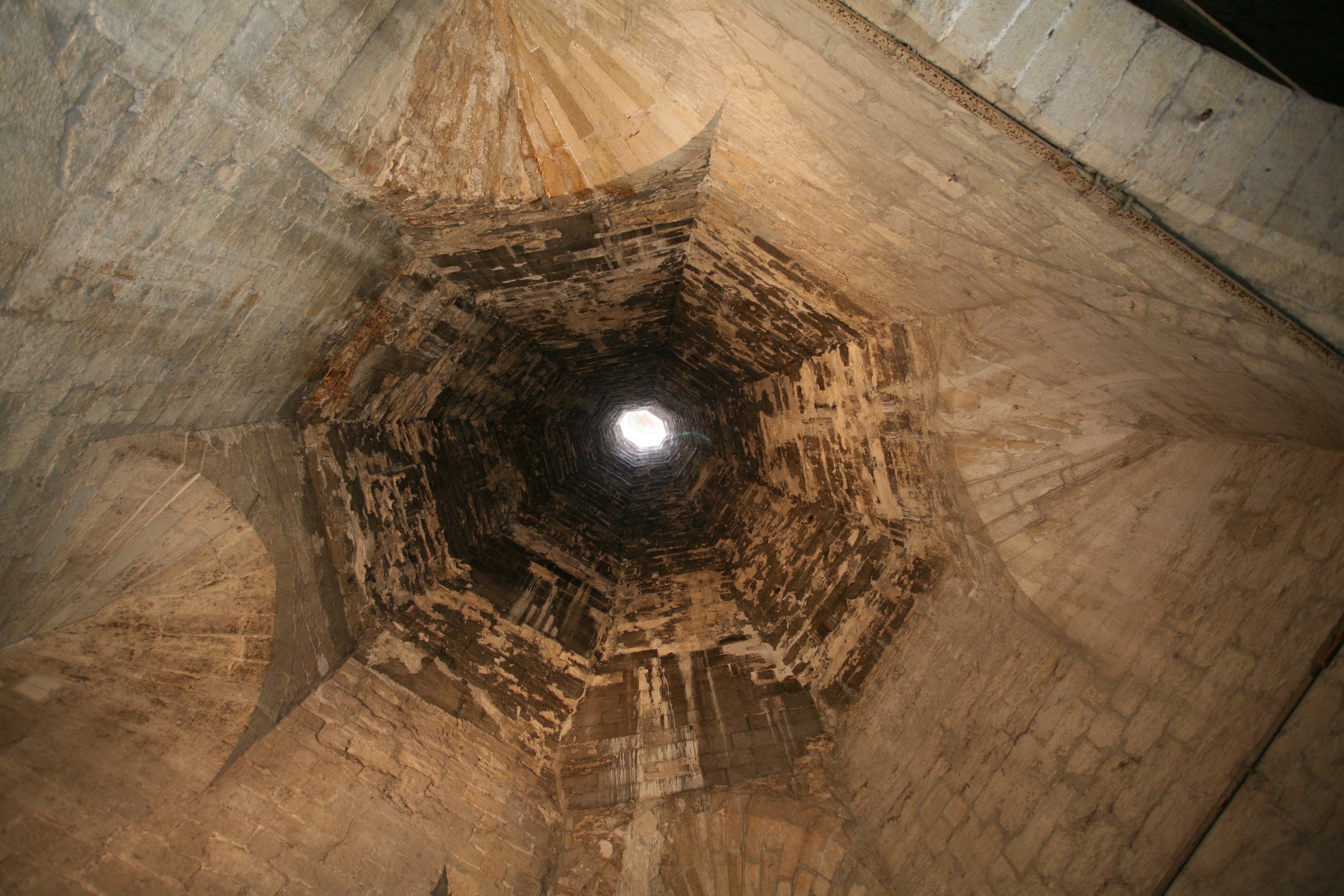
Hotte de la cuisine de Clément VI, à l'intérieur de la tour des cuisines du palais d'Avignon.
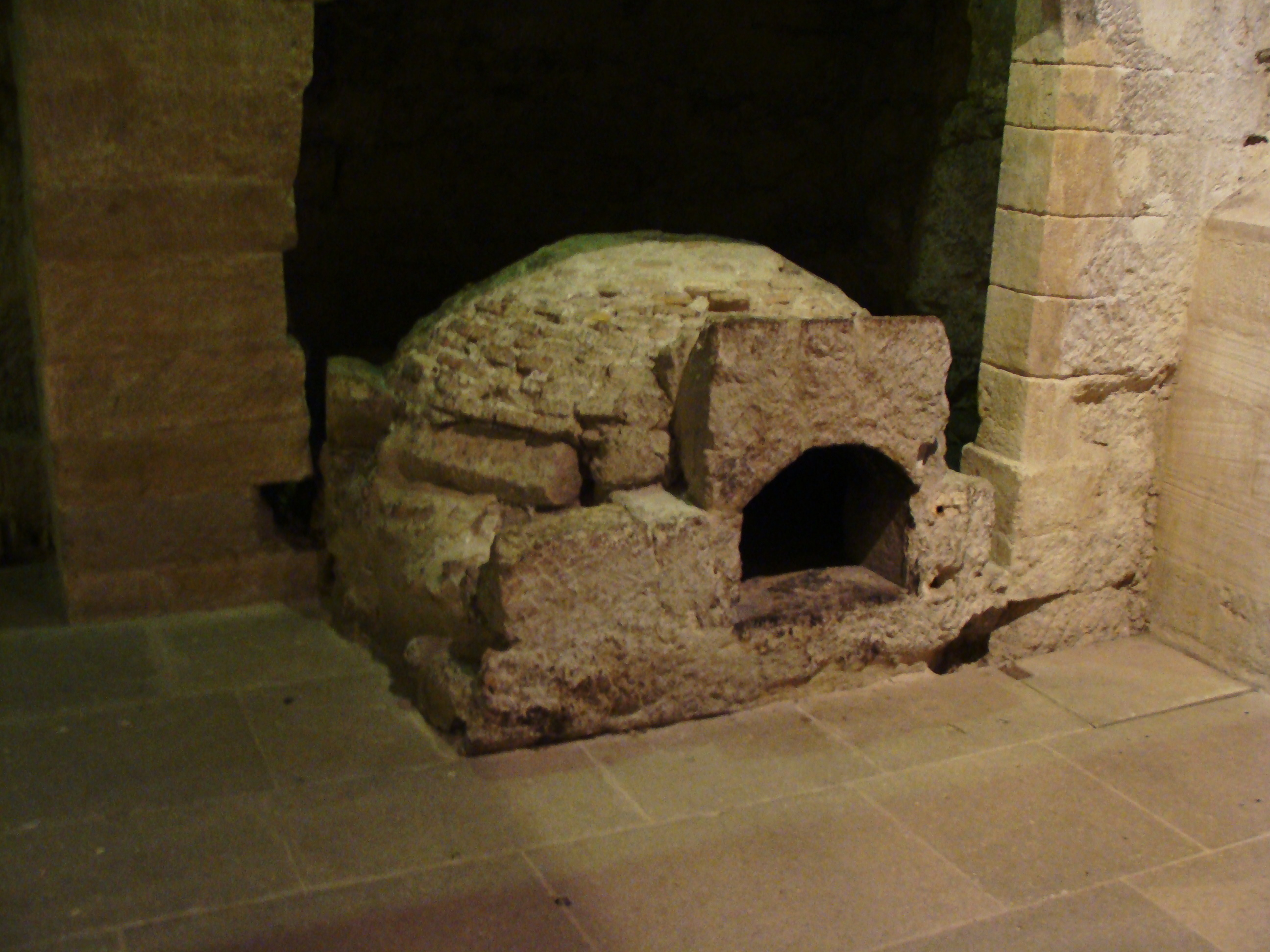
Un des foyers de la cheminée du palais des papes d'Avignon.

L'âtre dispose donc d'un système de captage de fumée. Cet âtre avait des fonctions multiples :

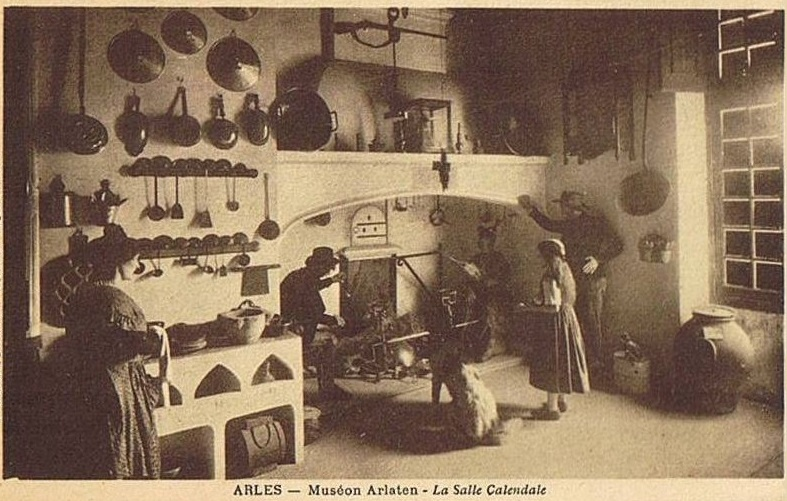
Salle calendale du Museon Arlaten avec le potager jouxtant la grande cheminée.

- c'était le lieu de la production des braises pour le potager ;
- les cuissons à la crémaillère et au chaudron pour les bouillons et les pot-au-feu (mode de cuisson éponyme de ce plat). Tous les ustensiles-interfaces de cuissons (contenants) s'y noircissaient énormément au contact de la flamme. Extrêmement difficiles à nettoyer côté extérieur, ils restaient donc dans l’âtre et n'étaient quasi jamais nettoyés. Ils étaient réservés aux cuissons dans cet espace ;
- d'autres cuissons se faisaient au trépied. Le potager servait pour les cuissons plus délicates. Le trépied servait lorsque le potager n'était pas mis en service ;
- les cuissons « grille-sur-braise » (style barbecue) ;
- cuissons suspendues : tourne-broches, cuissons à la ficelle ;
- toutes ces cuissons se faisaient en se battant avec la fumée, car on devait se baisser ou se courber pour surveiller ;
- cela servait aussi au fumage et au séchage de divers aliments ;
- lié à l'âtre, il faut aussi ne pas oublier, les fonctions induites par la combustion : l'évacuation des fumées. Enfin une autre fonction induite par le type d'habitat : fonction essentielle de l'aération. Les cuisines étaient rarement séparées (l'habitat était peu cloisonné entre fonctions). Ces combustions non enfermées avaient un rendement de chauffage très limité.

Les seuls moments des combustions secondaires permettent des rayonnements montant à des températures plus élevées. Les débits de renouvellement d'air des cheminées étaient colossaux. De nuit, il était intéressant de les obturer partiellement, mais ils étaient d'une nécessité impérieuse pour l'hygiène (sol de terre battue, chaleur animale et humaine indispensable). L'endothermie des évaporations permanentes était une conséquence subie, liée à la sur-ventilation d'assèchement.
« Mais la maison du petit artisan ou du paysan a en général une pièce à vivre, dans laquelle on mange, on dort et on fait la cuisine. Chez les paysans, le foyer est en général une petite zone proche de la porte d'entrée ou adossée à un mur, creusée dans le sol en terre battue ou légèrement surélevé, souvent bordé de pierres ou de briques. La fumée s'évacue par la porte ou la fenêtre, comme on le voit encore dans certains pays du tiers monde. Peu de cheminées dans les maisons paysannes. »

### Potager

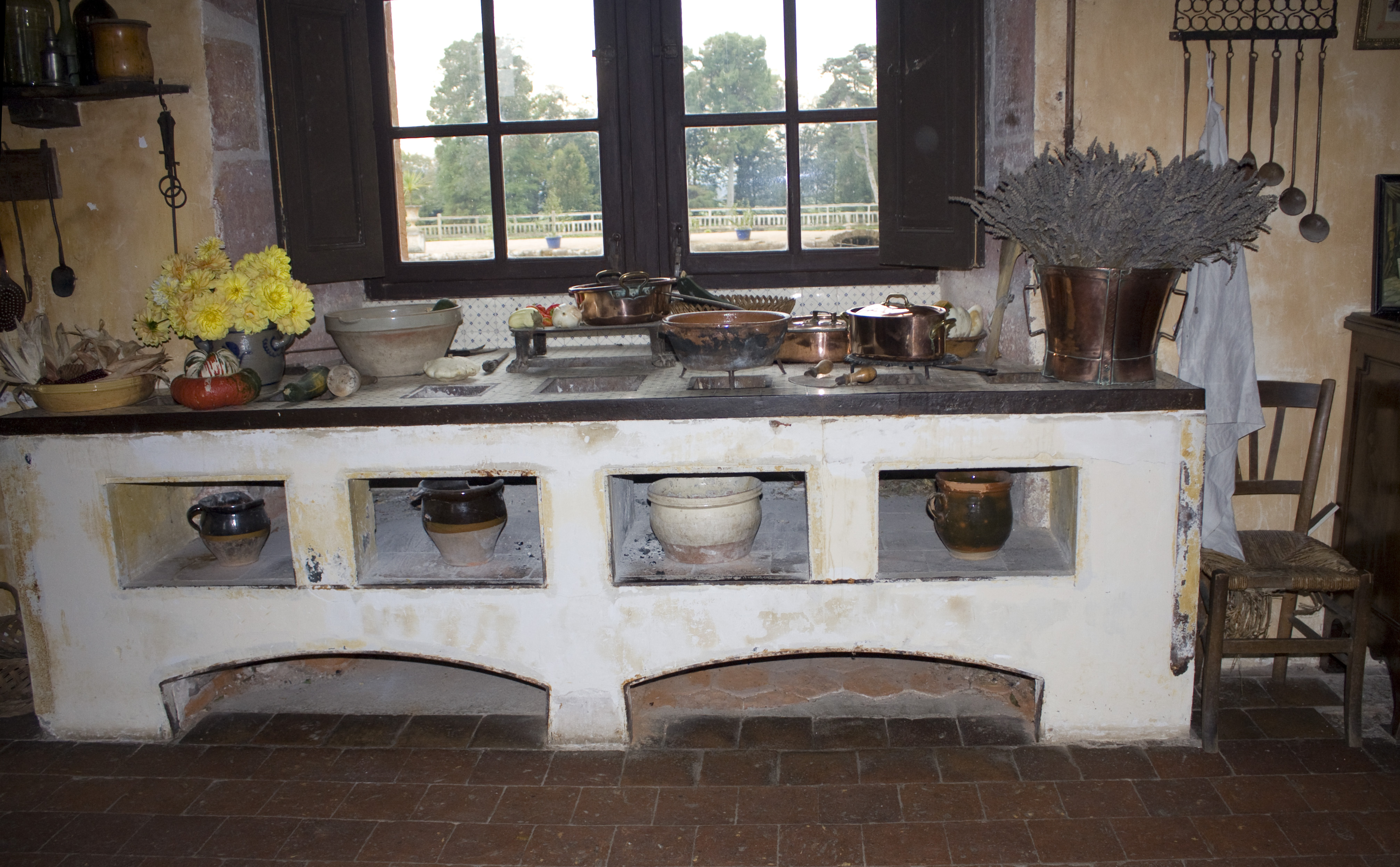
Potager du château de Cormatin.

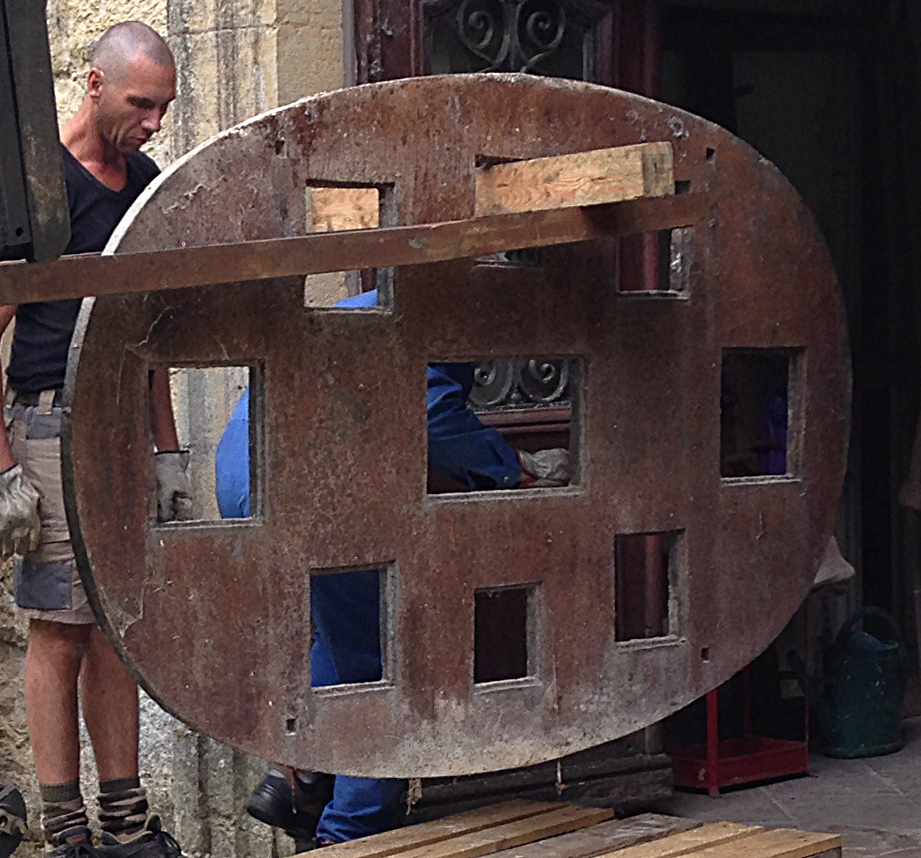
Platine de fonte du potager de l'ancienne abbaye de Bellevaux (Haute-Saône), livré en 1787 par les fourneaux de Larians et de Loulans (situation d'origine : au milieu de la cuisine sur un socle de pierres taillées).

Le potager, lui, alimenté uniquement de braises, était un plan muni de trou-creuset. Il y avait un creuset, mais très souvent plusieurs (parfois de tailles variées). Ces creusets comportaient toujours un canal inférieur d'arrivée d'air et de décendrage. Ce canal était parfois muni d'une petite porte de réglage de l'arrivée de l'air primaire. Au départ, c'était un élément purement maçonné d'éléments réfractaires. Avec l'industrialisation, ce système fut complété d’abord d'un creuset de fonte puis d'une grille supérieure prolongeant le plan du potager. Le potager permettait donc les cuissons difficiles demandant vigilance et une veille attentive. Muni d'une interface réfractaire (pierre plate ou poterie), il permettait aussi de garder au chaud les plats déjà cuisinés.
« Le fourneau potager était un foyer proche de la cheminée où l'on faisait mijoter les potages sur des braises. Il sert aussi tout simplement à maintenir au chaud des plats avant de les servir à table. » Il est à souligner que César-Pierre Richelet en donna, en 1680 dans son Dictionnaire françois, une nouvelle définition : « C'est une sorte de grand fourneau à plusieurs réchauds qui sert à mitonner les potages et faire les ragoûts. » Quant à Florence Sarremejeanne et Yves Esquieu, ils expliquent : « Le type ancien ou rural du potager est constitué par une épaisse pierre plate (haute de 20 à 25 cm) qui garde bien la chaleur des cendres disposées en dessous et qui est percé de un ou deux trous carrés ou circulaires qui vont en se rétrécissant de haut en bas. »
Pour comprendre le fonctionnement du potager, il est intéressant de parler de son fonctionnement qui était séquentiel : le feu était fait directement dedans, puis les braises en étaient retirées (extraites) ou mises d'un côté. Dans le potager, c'est la phase secondaire de la combustion du bois qui permettait d'évacuer les fractions odorantes et goudronnantes de la combustion du bois (fractions volatiles).
Le village troglodytique de Barry, près de Bollène, a des maisons qui possèdent un nombre important de ces potagers. « La partie où sont disposées les cendres, sous la plaque de pierre, est soit totalement ouverte sur le devant, soit limitée par une pierre percée d'une ouverture rectangulaire, ou circulaire, ou en demi-cercle pour permettre d'introduire les cendres. Dans plusieurs cas le potager est prolongé vers le haut par une sorte d'armoire murale munie de rayons et fermée par un volet, qui permettait de maintenir plusieurs plats au chaud. »

### Paillasse
Le maintien au chaud des mets se fait sur la paillasse au XIIIe siècle. Cette dalle variante de la sole de four ou ce  massif en maçonnerie à hauteur d'appui reçoit directement les braises pour faire griller les viandes. Ce nom de « paillasse » est aussi donné à la grille en fer qui est mise sur cet ouvrage.

## Évolution du potager

### Sa disparition dans la cuisine
« La cuisine, une pièce à tout faire, souvent la seule chauffée et embuée en hiver. On y prépare les repas, mange, lit le journal, fume, tricote, joue aux cartes, les enfants y font leurs devoirs, les grands-mères mettent les confitures en pots. Le feu ouvert, le réchaud à braises, le potager, qui ont permis durant des siècles la cuisson des mets, ont été progressivement remplacés à partir de la fin du XVIIIe siècle par le fourneau en fonte alimenté au bois, puis au charbon. » Les poêles de fonte ont amélioré le rendement. Le dispositif de cuisson s'est alors doublé d'une fonction de chauffage.
Ce fut alors la succession des cuisinières à bois, à charbon, à mazout, à gaz puis électriques. Cette combustion enfermée a amélioré la sécurité. Elle a beaucoup abaissé le besoin de renouvellement de l'air intérieur (fumées, hottes…). Le fourneau potager, quant à lui, va être utilisé jusqu'au début du XIXe siècle, période où il fut petit à petit remplacé par le fourneau en fonte. Si cette explication vaut pour les zones fortement urbanisées, en réalité, il n'en était pas de même à la campagne. En milieu rural, l'utilisation du potager perdurait car il était plus économique d'en construire un, alors qu'on devait acheter le fourneau en fonte. Cette réalité économique préserva l'utilisation des potagers jusqu'au début du XXe siècle.

### Techniques similaires utilisées en extérieur
Le barbecue est le pendant extérieur du potager.  

#### Cuisine dans les pays en voie de développement

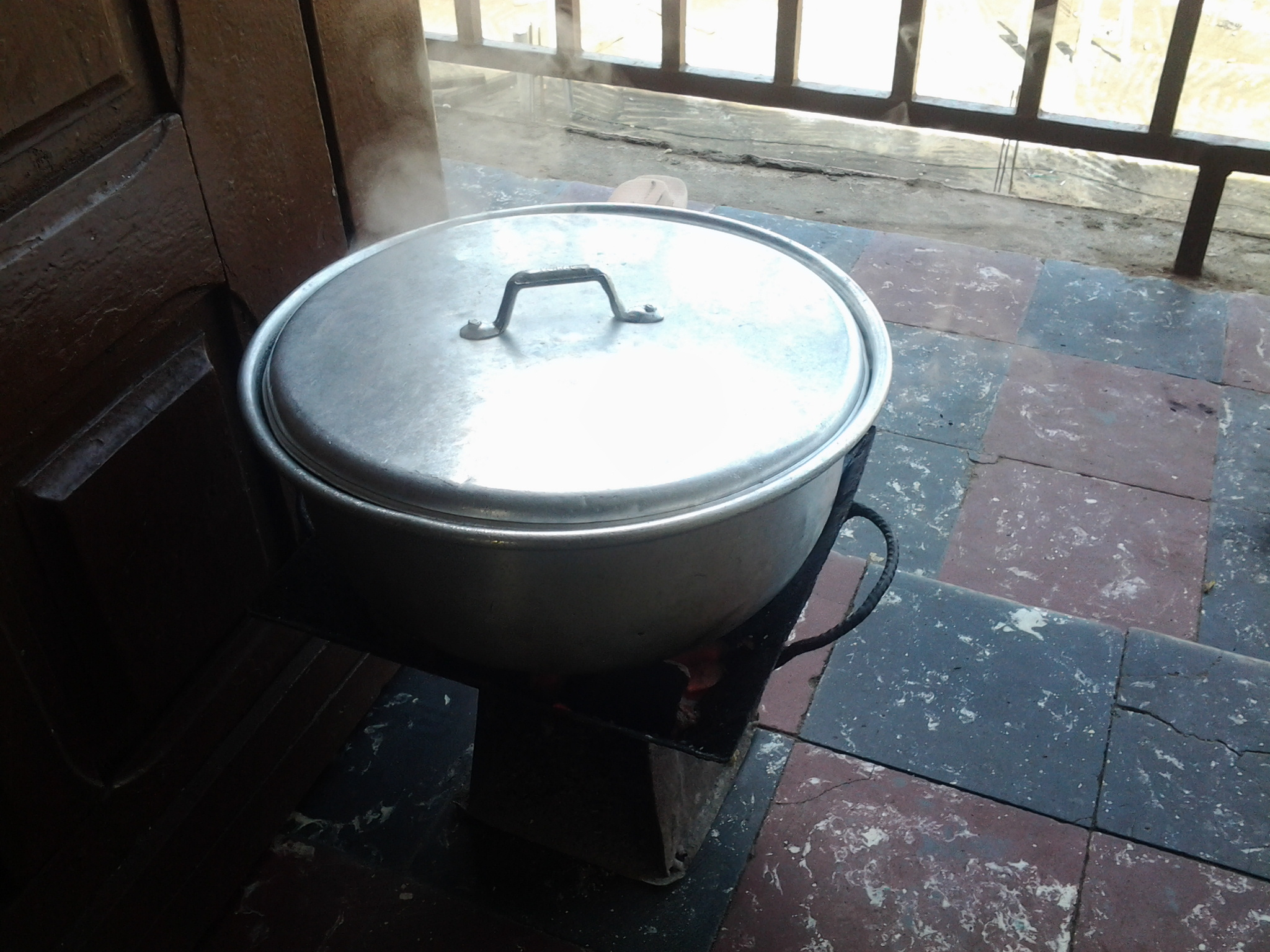
Petit fourneau à braise et charbon, Côte d'Ivoire.

Ces techniques de cuissons à la braise perdurent aujourd'hui dans de nombreux pays du monde qui ont peu accès aux énergies élaborées. Cette technique est autant citadine que campagnarde. Selon Yann Arthus-Bertrand, dans son film Home, un tiers de la population mondiale utilise le bois pour sa cuisine (2 milliards de personnes en 2009). En Haïti, il ne reste que 2 % de la forêt de 1900.
La pertinence du charbon de bois se trouve dans la limitation du poids transporté pour la livraison, la limitation de la fumée et la suppression du besoin d'un véritable foyer à bois qui prend de la place.
Dans les pays disposant de peu de ressources, il est courant de voir des femmes sur les trottoirs passant des heures à entretenir un petit feu dans un mini brasero :
- fatapera de Madagascar ;
- kanoun en Afrique, avec bouilloire et avec le plat à tajine ou à couscous, etc.

Le WWF de Madagascar a réalisé une vidéo en français à destination des populations autochtones utilisant ce mode de cuisson.